# 王立賢
王立賢（1554年—？），字聘卿，號念夔，山西儀衛司（在太原府）人，校籍，明朝政治人物。同進士出身。

## 生平
萬曆四年（1576年）丙子科山西鄉試十一名。萬曆十四年（1586年），登会试三百二十三名，第三甲第一百一十二名進士。户部观政，本年八月授湖廣耒陽知縣，十五年十二月調繁長安縣，十六年充本省鄉試同考官，二十年十月选授河南道监察御史，二十一年差两浙巡盐，二十四年四月巡按山东，二十七年巡按湖广，三十一年七月升太仆寺少卿，三十三年七月调外任。

## 家族
曾祖父王清；祖父王相，曾任庠生；父親王佐。前母郝氏；母孫氏。